# Bahnhof Holzminden
Der Bahnhof Holzminden ist ein Bahnhof in der Stadt Holzminden im Landkreis Holzminden, Niedersachsen.
Der Bahnhof liegt an der Bahnstrecke Langeland–Kreiensen. Von 1876 bis 2006 endete hier die Bahnstrecke Holzminden–Scherfede, welche für den Personenverkehr bis 1984 betrieben wurde und seit 2006 nicht mehr befahrbar ist.

## Geschichte

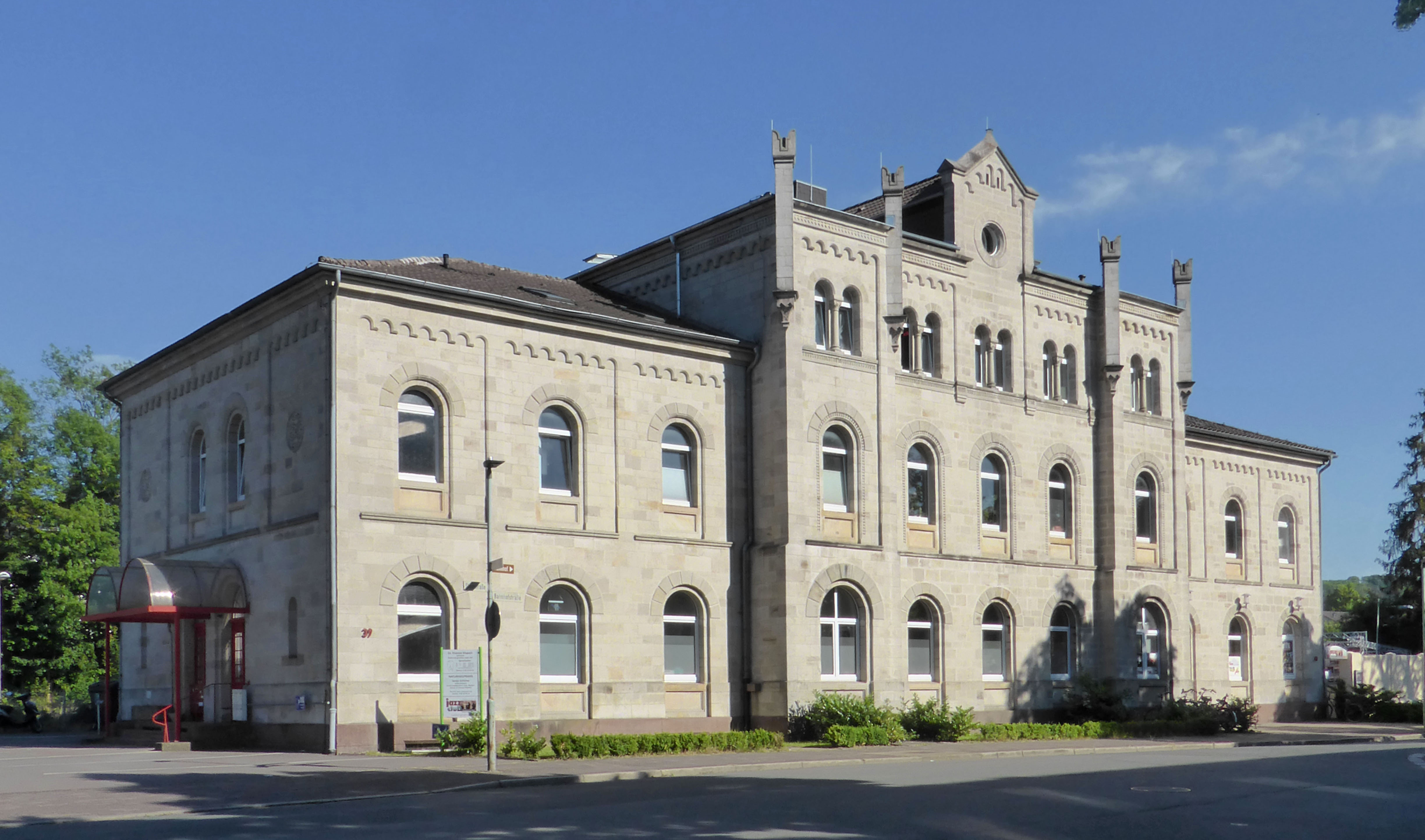
Ehemaliger Bahnhof der Herzoglich Braunschweigischen Staatseisenbahn in Holzminden

Der Bahnhof, der noch über große, aber weitgehend stillgelegte Betriebsanlagen verfügt, war ursprünglich ein Grenzbahnhof zwischen dem Braunschweiger und dem preußischen Netz, daher stehen zwei historische Bahnhofsgebäude nebeneinander, zu Bahnzwecken wird heute nur noch das preußische genutzt. Das Bahnbetriebswerk Holzminden (Kurzform Bw Holzminden) war ein Bahnbetriebswerk der Deutschen Bundesbahn (DB) und wurde 1978 aufgelöst. Es hatte zwei Ringlokschuppen. Der kleinere 12-ständige Lokschuppen südlich des Empfangsgebäudes wird von der Regionalbus Braunschweig zur Wartung und Abstellung von Bussen genutzt. Der größere Ringlokschuppen am südlichen Bahnhofsende ist vorhanden, wird aber nicht mehr für Bahnzwecke genutzt.
Der ursprünglich ab 1927 geplante Bau einer Wesertalbahn unter Führung des Elektrizitätswerks Wesertal und nach dem Vorbild der gebauten Extertalbahn mit einer Streckenführung von Holzminden über Bevern, Polle, Rühle nach
Bodenwerder und im weiteren Verlauf bis Hameln kam im Bereich von Holzminden nicht über das Planungsstadium hinaus.
Im Dezember 2007 wurden im Bahnhof neue Ks-Signale aufgestellt, welche seit Oktober 2008 die alten, mechanisch bedienten Formsignale nebst den Stellwerken vor Ort ersetzen. Die Weichen- und Signaltechnik wird seitdem von einem elektronischen Stellwerk in Göttingen aus fernbedient.
Im Februar 2024 begann die barrierefreie Sanierung der Passagieranlagen im Bahnhof Holzminden. Die Bahnsteige sollen auf 76 Zentimeter Höhe und 140 Meter Länge umgestellt werden. Nach Angaben der Deutschen Bahn sollen die Arbeiten im Frühjahr 2026 abgeschlossen werden.

## Bedienung

### Personenverkehr
| Linie | Verlauf | Taktfrequenz                                                 | EVU          |
| ----- | --- | ------------------------------------------------------------ | ------------ |
| RB 84 | Egge-Bahn: Paderborn Hbf – Altenbeken – Bad Driburg (Westf) – Brakel (Höxter) – Höxter-Ottbergen – Höxter-Godelheim – Höxter Rathaus – Höxter-Lüchtringen – Holzminden – Stadtoldendorf – Kreiensen Stand: Fahrplanwechsel Dezember 2023 | 60 min (Paderborn–Holzminden) 120 min (Holzminden–Kreiensen) | NordWestBahn |

Der westliche Abschnitt wird im Stundentakt von der RB 84 „Egge-Bahn“ Paderborn–Altenbeken–Ottbergen–Holzminden befahren. Betreiber ist die NordWestBahn. Seit Dezember 2013 wird auch der Abschnitt nach Kreiensen von der NordWestBahn bedient. Zum Einsatz kommen Dieseltriebzüge des Typs „Talent“ (DB-Baureihe 643).
Zwischen Kreiensen und Holzminden kann nur ein Zweistundentakt gefahren werden. Ein Stundentakt zwischen Holzminden und Kreiensen ist geplant.
Der Bahnhof liegt im Verkehrsverbund Süd-Niedersachsen an der Grenze zum Nahverkehrsverbund Paderborn-Höxter.

### Güterverkehr
Zwischen 1904 und 2008 gab es innerhalb der Stadt eine als Hafenbahn bezeichnete Güterverkehrsstrecke, die der Verbindung vom Weserkai zur Bahnstrecke Langeland–Kreiensen und anfangs dem Umschlag einer Zuckerfabrik diente, später der Bedienung eines Getreidesilos. Die letzten Fahrten dorthin fanden im September 2003 statt. In Gegenrichtung verlief die Hafenbahn am Lüchtringer Weg entlang bis wenige Meter vor die Landesgrenze zu Nordrhein-Westfalen. Dorthin belieferte bis Aufgabe der Standorts durch den Eigentümer die Ilmebahn Druckgaskesselwagen an ein Gaslager. Das Anschlussgleis des Unternehmens Symrise und der dahinter liegenden Bundesmonopolverwaltung für Branntwein wurde im Sommer 2008 ebenfalls abgebaut.